# Suzuki Eitarō
Suzuki Eitarō (japanisch 鈴木 栄太郎; geboren 17. September 1894 auf der Insel Iki (Präfektur Nagasaki); gestorben 20. September 1966 in Tokio) war ein japanischer Soziologe.

## Leben und Wirken
Suzuki Eitarō machte 1922 seinen Studienabschluss an der Universität Tokio. Er unterrichtete an der „Höheren Lehranstalt für Land- und Forstwirtschaft Gifu“ (岐阜高等農林学校, Gifu kōtō nōrin gakkō) und dann an der Universität Keijō in Seoul. Nach dem Zweiten Weltkrieg wurde Suzuki Professor an der Universität Hokkaidō. Nach dem Eintritt in den Ruhestand übernahm er eine Professur an der Tōyō-Universität.
Zunächst orientierte sich Suzuki an der frühen Soziologietheorie in England, aber während seiner Zeit in Gifu wechselte er zur amerikanischen ländlichen Soziologie und ihrer Anwendung auf das ländliche Japan und fuhr mit empirischen Untersuchungen fort. Suzuki verstärkte seine Forschung bezüglich der auf die Stadt bezogenen Soziologie. Er kritisierte dabei die Stadt-bezogenen Studien in Japan für ihre Tendenz, sich zu sehr auf Armut und die Kriminalität zu konzentrieren. Er untersuchte vielmehr die strukturellen Muster, die im Leben von Personen entstehen, die ein durchschnittliches Einkommen beziehen. Er vertrat den Standpunkt, dass die Stadt ein Medium ist, das den sozialen Verkehr fördert, und entwickelte eine Theorie, dass die Größe der Stadt bestimmt wird durch die Größe der integrierenden Organisation und durch die Zusammensetzung der Klassen. 
Suzuki wird hoch geschätzt für seine Entwicklung einer auf das Land bezogenen sowie einer davon abgesetzten auf die Stadt bezogenen Soziologie.
Zu Suzukis Publikationen gehören „Nihon nōson shakaigaku genri“ (日本農村社会学原理) – „Prinzipien der japanischen ländlichen Soziologie“ aus dem Jahr 1940 und „Toshi shakaigaku genri“ (都市社会学原理) – „Prinzipien der städtischen Soziologie“ 1957. Aus dem Nachlass erschien 1970 „Kokumin shakaigaku genri no-to“ (国民社会学原理ノート) – „Prinzipien der nationalen Soziologie“.